# Данилевська Оксана Миколаївна
Окса́на Микола́ївна Даниле́вська (нар. 14 березня 1969 року, Київ, УРСР, СРСР) — мовознавець, педагог; доктор філологічних наук (2020).

## Біографічна довідка
У 1995 закінчила Український педагогічний університет. Працювала вчителем. Після завершення аспірантури (з 1997 по 2003) працювала в Інституті навчальної літератури МОН України з 2004 по 2005 рік. А з 2005 — в Інституті української мови НАНУ, молодшим, а згодом старшим науковим співробітником відділу стилістики, культури мови та соціолінгвістики; виконувала обов'язки вченого секретаря та була членом експертної ради ВАК України з мовознавства.
Теми наукових інтересів: питання мовної політики та мовного законодавства, мовної освіти і мовних прав; проблеми вікової соціолінгвістики, зокрема мовної поведінки сучасного українського підлітка тощо.
Авторка підручників та посібників для загальноосвітніх навчальних закладів («Етика» для 5 та 6 класів (2005, 2006, потім 2022, 2023 (НУШ)), «Українська мова» для 8 (2016, 2021) та 9 (2017) класів). А також співавторка підручників та посібників з історії (для 5 (2002, 2010 та 2023), 6 (2023) та 7 (2024) класів).
У 2004 році захистила дисертацію на здобуття наукового ступеня кандидата філологічних наук зі спеціальності 10.02.01 — українська мова — «Мовна політика Центральної Ради, Гетьманату та Директорії УНР». У 2020 році — на здобуття наукового ступеня доктора філологічних наук — «Мовна ситуація в українській шкільній освіті на початку XXI століття».

## Основні праці
Основні праці, за ЕСУ:
- Мова в революції та революція в мові: мовна політика Центральної Ради, Гетьманату, Директорії УНР. 2009;
- Українська мова в українській школі на початку XXI століття: соціолінгвістичні нариси. 2019 (обидві — Київ).